# Mitsuhiro Misaki
Mitsuhiro Misaki (jap. 見崎 充洋 Misaki Mitsuhiro; ur. 6 maja 1970) – japoński piłkarz występujący na pozycji pomocnika.

## Kariera klubowa
Od 1993 do 1996 roku występował w klubie Cerezo Osaka.